# Dendronotus
Dendronotus is een geslacht van weekdieren uit de  familie van de boompjesslakken (Dendronotidae).

## Soorten
- Dendronotus albopunctatus Robilliard, 1972
- Dendronotus albus MacFarland, 1966
- Dendronotus arcticus Korshunova, Sanamyan, Zimina, Fletcher & Martynov, 2016
- Dendronotus bathyvela Martynov, Fujiwara, Tsuchida, R. Nakano, N. Sanamyan, K. Sanamyan, Fletcher & Korshunova, 2020
- Dendronotus claguei Valdés, Lundsten & N. G. Wilson, 2018
- Dendronotus comteti Valdés & Bouchet, 1998
- Dendronotus dalli Bergh, 1879
- Dendronotus elegans A. E. Verrill, 1880
- Dendronotus europaeus Korshunova, Martynov, Bakken & Picton, 2017 - Grote boompjesslak
- Dendronotus frondosus (Ascanius, 1774) - Kleine boompjesslak
- Dendronotus gracilis Baba, 1949
- Dendronotus iris J. G. Cooper, 1863
- Dendronotus jamsteci Martynov, Fujiwara, Tsuchida, R. Nakano, N. Sanamyan, K. Sanamyan, Fletcher & Korshunova, 2020
- Dendronotus kalikal  Ekimova, Korshunova, Schepetov, Neretina, Sanamyan & Martynov, 2015
- Dendronotus kamchaticus Ekimova, Korshunova, Schepetov, Neretina, Sanamyan & Martynov, 2015
- Dendronotus lacteus (W. Thompson, 1840)
- Dendronotus nanus Marcus & Marcus, 1967
- Dendronotus niveus Ekimova, Korshunova, Schepetov, Neretina, Sanamyan & Martynov, 2015
- Dendronotus noahi Pola & Stout, 2008
- Dendronotus nordenskioeldi Korshunova, Bakken, Grøtan, K. B. Johnson, Lundin & Martynov, 2020
- Dendronotus orientalis (Baba, 1932)
- Dendronotus patricki Stout, N. G. Wilson & Valdés, 2011
- Dendronotus primorjensis Martynov, Sanamyan & Korshunova, 2015
- Dendronotus purpureus Bergh, 1879
- Dendronotus regius Pola & Stout, 2008
- Dendronotus robilliardi Korshunova, Sanamyan, Zimina, Fletcher & Martynov, 2016
- Dendronotus robustus A. E. Verrill, 1870
- Dendronotus rufus O'Donoghue, 1921
- Dendronotus subramosus MacFarland, 1966
- Dendronotus velifer G. O. Sars, 1878
- Dendronotus venustus MacFarland, 1966
- Dendronotus yrjargul Korshunova, Bakken, Grøtan, K. B. Johnson, Lundin & Martynov, 2020
- Dendronotus zakuro Martynov, Fujiwara, Tsuchida, R. Nakano, N. Sanamyan, K. Sanamyan, Fletcher & Korshunova, 2020